# Liste des rois d'Arménie
Cette liste des rois d'Arménie regroupe les souverains ayant régné sur l'Arménie, ancien royaume du haut-plateau arménien, d'Anatolie et du Caucase, ainsi que sur les autres royaumes arméniens. Les dates de règne étant souvent mal connues, des détails supplémentaires à leur sujet sont donnés dans les articles individuels.
Voir aussi : Histoire de l'Arménie et Royaume arménien de Cilicie.

## Rois légendaires
- Haïk, descendant de Noé
- Armenak, fils du précédent
- Aramaiyis, fils du précédent
- Amasias, fils du précédent
- Gegham, fils du précédent
- Sisak, fils du précédent

## Rois d'Urartu
Les souverains ayant régné sur l'Urartu, ancêtre territorial de l'Arménie historique, sont les suivants :
| Dates                   | Rois d'Urartu  | Notes                                                            |
| ----------------------- | -------------- | ---------------------------------------------------------------- |
| ca. 880 à 844 av. J.-C. | Arame ou Aramu | Sans doute fondateur du royaume d'Urartu.                        |
| 844 à 828               | Sarduri Ier    |                                                                  |
| 828-810/806             | Ishpuhini      | Fils du précédent.                                               |
| 810/806 à 785           | Menua          | Fils du précédent, corégent depuis 820 av. J.-C. environ.        |
| 785-756                 | Argishti Ier   | Fils du précédent.                                               |
| 756-735                 | Sarduri II     | Fils du précédent.                                               |
| 735-713                 | Rusa Ier       | Fils du précédent.                                               |
| 713-680                 | Argishti II    | Fils du précédent.                                               |
| 680-646                 | Rusa II        | Fils du précédent.                                               |
| 646-625                 | Sarduri III    | Fils du précédent.                                               |
| ca. 625-610             | Sarduri IV     | Probable fils du précédent.                                      |
| ca. 610-605             | Erimena        | Durée du règne incertaine, parenté inconnue avec les précédents. |
| 605-590                 | Rusa III       | Fils du précédent.                                               |
| 590-585                 | Rusa IV        | Fils du précédent et dernier roi d'Urartu.                       |

## Satrapes d'Arménie
Dès le début de l'Empire achéménide, l'Arménie est sous le contrôle de cet empire et constitue l'une de ses satrapies. Mais les noms des premiers satrapes, antérieurs à Hydarnès III, restent inconnus.
| Dates   | Satrape      | Dynastie   | Notes | État suzerain               |
| ------- | ------------ | ---------- | --- | --------------------------- |
| 450-428 | Hydarnès III | Hyrdanides | Noble perse. | Perse achéménide            |
| 428-410 | Teritouchmès | Hyrdanides | Fils du précédent. | Perse achéménide            |
| 401-344 | Orontès Ier  | Orontides  | Noble perse d'origine bactrienne, marié à Rodogune, fille d'Artaxerxès II et de Stateira, elle-même fille d'Hydarnès III. | Perse achéménide            |
| 344-336 | Codoman      | achéménide | Futur Darius III. | Perse achéménide            |
| 336-331 | Orontès II   | Orontides  | Fils d'Orontès Ier, tué à la bataille de Gaugamèles (331 av. J.-C.).                                                      | Perse achéménide            |
| 331-323 | Mithrénès    | Orontides  | Probable fils d'Orontès II.                                                                                               | Empire d'Alexandre le Grand |
| 323-321 | Néoptolème   | --         | Général macédonien. | Empire d'Alexandre le Grand |
| 321-317 | Mithrénès    | Orontides  | Restauré. | Empire d'Alexandre le Grand |
| 317-260 | Orontès III  | Orontides  | Fils du précédent. Il profite du trouble entre les diadoques pour prendre le titre royal.                                 | Empire d'Alexandre le Grand |

## Rois d'Arménie
| Dates           | Dates           | Satrape                          | Dynastie            | Notes | Suzeraineté                                           |
| --------------- | --------------- | -------------------------------- | ------------------- | --- | ----------------------------------------------------- |
| 317- vers 260   | 317- vers 260   | Orontès III                      | Orontides           | Satrape qui prend le titre royal. | Diadoques                                             |
| vers 260 - 240  | vers 260 - 240  | Samès                            | Orontides           | Fils du précédent. | Syrie séleucide                                       |
| 240-228         | 240-228         | Arsamès                          | Orontides           | Fils du précédent. | Syrie séleucide                                       |
| 228-212         | 228-212         | Xerxès                           | Orontides           | Probablement fils du précédent. | Syrie séleucide                                       |
| cité vers 212   | cité vers 212   | Abdissarès                       | Orontides           | Probablement frère du précédent, dates et durée du règne inconnues. |                                                       |
| 212–189         | 212–189         | Orontès IV                       | Orontides           | Probablement frère du précédent, assassiné par les satrapes Artaxias et Zariadris. | Syrie séleucide                                       |
| 189-159         | 189-159         | Artaxias Ier                     | Artaxiades          | Général d'Antiochos le Grand, Artaxias Ier se rend maître de l'Arménie et s'en déclare roi en 189 av. J.-C., fondant la lignée des Artaxiades. Les dates de règne des rois artaxiades d'Arménie sont bien souvent incertaines, ainsi que le nombre exact de rois ayant porté le nom « Artavazde ». La liste suivante ne tient pas compte de toutes les nuances, que l'on retrouvera dans les articles consacrés à chacun de ces rois. | Syrie séleucide                                       |
| 159-123         | 159-149         | Artavazde Ier                    | Artaxiades          | Fils du précédent. |                                                       |
| 123-95          | 149-123         | Tigrane Ier                      | Artaxiades          | Frère du précédent. |                                                       |
|                 | 123-95          | Artavazde (II)                   | Artaxiades          | Probablement fils du précédent. Roi dont l'existence est incertaine, d'où les deux chronologies proposées. | Vassal des Parthes                                    |
| 95-55           | 95-55           | Tigrane II le Grand              | Artaxiades          | Fils de Tigrane Ier. |                                                       |
| 55-34           | 55-34           | Artavazde II                     | Artaxiades          | Fils du précédent. | Allié à Rome                                          |
| 34-30           | 34-30           | Alexandre Hélios                 |                     | Fils de Marc Antoine et de Cléopâtre VII d'Égypte. | Vassal de Rome                                        |
| 30-20           | 30-20           | Artaxias II                      | Artaxiades          | Fils d'Artavazde II. | Vassal des Parthes                                    |
| 20-6            | 20-6            | Tigrane III                      | Artaxiades          | Frère du précédent. | Vassal de Rome                                        |
| de -6 à +1      | de -6 à +1      | Artavazde III                    | Artaxiades          | Probablement frère du précédent. | Vassal de Rome                                        |
| de -6 à +1      | de -6 à +1      | Tigrane IV et Érato              | Artaxiades          | Fils et fille de Tigrane III. | Vassaux des Parthes                                   |
| 1-4             | 1-4             | Ariobarzane II d'Atropatène      | Atropatène          | Arrière-petit-fils d'Ariobarzane Ier, roi de Médie Atropatène, et d'une fille de Tigrane II le Grand ; également roi de Médie Atropatène. | Vassal de Rome                                        |
| 4-6             | 4-6             | Artavazde IV Ariobarzane III     | Atropatène          | Fils du précédent, également roi de Médie Atropatène. | Vassal de Rome                                        |
| 6-vers 12       | 6-vers 12       | Tigrane V Hérode                 | Hérodiens           | Petit-fils d'Hérode le Grand. | Vassal de Rome                                        |
| vers 12         | vers 12         | Érato                            | Artaxiades          | De nouveau. | Vassale des Parthes                                   |
| vers 12-15/16   | vers 12-15/16   | Vononès Ier                      | Arsacides           | Roi des Parthes détrôné, à qui le trône d'Arménie est offert, mais non investi par les Romains, qui ne souhaitent pas entrer en guerre avec Artaban III, le nouveau roi parthe. |                                                       |
| 16-18           | 16-18           |                                  |                     | Pas de roi, l'Arménie est une province romaine. Vononès reste roi titulaire d'Arménie. |                                                       |
| 18-34/35        | 18-34/35        | Artaxias III Zénon               | Polémon du Pont     | Fils de Polémon Ier, roi du Pont, et de Pythodoris de Trallès. | Protectorat romain                                    |
| 34-35           | 34-35           | Arsace Ier                       | Arsacides           | Fils du roi parthe Artaban III. | Protectorat parthe                                    |
| 35              | 35              | Orodès Ier                       | Arsacides           | Frère du précédent. | Vassal des Parthes                                    |
| 35-37           | 35-37           | Mithridate d'Arménie             | Artaxiades d'Ibérie | Fils de Kartam d'Egrissi, prince d'Ibérie. | Protectorat romain                                    |
| 37-42           | 37-42           |                                  |                     | | Satrapie parthe                                       |
| 42-51           | 42-51           | Mithridate d'Arménie             | Artaxiades d'Ibérie | De nouveau. | Protectorat romain                                    |
| 51-53           | 51-53           | Rhadamiste                       | Artaxiades d'Ibérie | Fils du roi Pharsman Ier d'Ibérie, qui est frère du précédent. Marié à Zénobie, fille du précédent. | Protectorat romain                                    |
| 53              | 53              | Tiridate Ier                     |                     | Frère du roi parthe Vologèse Ier, neveu d'Artaban III. | Vassal des Parthes                                    |
| 53-54           | 53-54           | Rhadamiste                       | Artaxiades d'Ibérie | De nouveau | Protectorat romain                                    |
| 54-58           | 54-58           | Tiridate Ier                     | Arsacides           | De nouveau. | Protectorat parthe                                    |
| 58-59           | 58-59           |                                  |                     | | Occupation romaine                                    |
| 59-62           | 59-62           | Tigrane VI d'Arménie             | Hérodiens           | Neveu de Tigrane V. | Protectorat romain                                    |
| 62-72           | 62-72           | Tiridate Ier                     | Arsacides           | De nouveau | Protectorat parthe (62-63) Protectorat romain (63-72) |
| 72 ? -105 ?     | 72 ? -105 ?     | Sanatruk Ier ou Sanadroug Ier    | Arsacides           | |                                                       |
| 72 ? - ?        | 72 ? - ?        | Axidarès                         | Arsacides           | Fils du roi parthe Pacorus II. | Protectorat romain                                    |
| ?-114           | ?-114           | Parthamasiris                    | Arsacides           | Frère d'Axidarès. | Protectorat parthe                                    |
| 114 - 118       | 114 - 118       |                                  | Arsacides           | | Province romaine                                      |
| 116-138         | 116-138         | Vologèse Ier                     | Arsacides           | | Protectorat romain                                    |
| ?-140/44        | ?-140/44        | Pakoros                          | Arsacides           | | Vassal des Parthes                                    |
| ca. 140/144-161 | ca. 140/144-161 | Sohaemus                         | ?                   | | Vassal de Rome                                        |
| 161-163         | 161-163         | Pakoros                          | Arsacides           | De nouveau. | Vassal des Parthes                                    |
| 163-?           | 163-?           | Sohaemus                         | ?                   | De nouveau. | Protectorat romain                                    |
| 185 ? - 197 ?   | 185 ? - 197 ?   | Sanatruk II                      | Arsacides           | | Protectorat romain                                    |
| 180-191         | 180-191         | Vologèse II                      | Arsacides           | |                                                       |
| 191-216         | 191-216         | Khosrov Ier                      | Arsacides           | Fils du précédent. |                                                       |
| 216-252         | 216-252         | Tiridate II                      | Arsacides           | Fils du précédent. |                                                       |
| 252-271         | 252-271         | Hormizd-Ardaschir ou Artavazde V | Sassanides          | Roi sassanide de Perse. |                                                       |
| 271-293         | 271-293         | Narseh                           | Sassanides          | Roi sassanide de Perse. |                                                       |
| 279/280 à 287   | 279/280 à 287   | Khosrov II                       | Arsacides           | Fils de Tiridate II, rétabli dans l'ouest de l'Arménie. |                                                       |
| 287-298         | 287-298         | Tiridate III                     | Arsacides           | Frère du précédent, roi dans l'ouest de l'Arménie. |                                                       |
| 298-330         | 298-330         | Tiridate IV, dit Hélios le Grand | Arsacides           | Fils de Khosrov II. Il règne sur l'ensemble de l'Arménie. | Protectorat romain                                    |
| 330-339         | 330-339         | Khosrov III le Petit             | Arsacides           | Fils du précédent. |                                                       |
| 339-ca.350      | 339-ca.350      | Tigrane VII                      | Arsacides           | Fils du précédent. |                                                       |
| ca. 350-368     | ca. 350-368     | Arsace II                        | Arsacides           | Fils du précédent. |                                                       |
| 368-370         | 368-370         |                                  |                     | | Occupation perse                                      |
| 370-374         | 370-374         | Pap                              | Arsacides           | Fils d'Arsace II. |                                                       |
| 374-378         | 374-378         | Varazdat                         | Arsacides           | Petit-fils d'Arsace II. |                                                       |
| 378-379         | 378-379         | Reine Zarmandoukht               | Arsacides           | Veuve de Pap. |                                                       |
| 379             | 379             |                                  |                     | | Période perse                                         |
| 384-389         | 384-389         | Arsace III                       | Arsacides           | Fils de Pap et de Zarmandoukht ; époux de Vardandoukht, fille de Manouel Mamikonian, régent du royaume. |                                                       |
| 384-386         | 384-386         | Valarchak                        | Arsacides           | Frère du précédent, associé ; époux de la fille de Sahak Ier Bagratouni. |                                                       |
| 387-392         | 387-392         | Khosrov IV                       | Arsacides           | Fils de Varazdat ? |                                                       |
| 392-414         | 392-414         | Vram Châhpouh                    | Arsacides           | Frère de Khosrov IV. |                                                       |
| 414-415         | 414-415         | Khosrov IV                       | Arsacides           | Pour la seconde fois. |                                                       |
| 415-421         | 415-421         | Châhpûhr                         | Sassanides          | Prince héritier de Perse. |                                                       |
| 421-423         | 421-423         |                                  |                     | Gouverneurs locaux indépendants. |                                                       |
| 423-428         | 423-428         | Artaxias IV                      | Arsacides           | Fils de Vram Châhpouh. En 428 : abolition de la monarchie. |                                                       |

## Abolition de la royauté

### Marzband'Arménie
| Dates              | Marzpan                                             | Notes |
| ------------------ | --------------------------------------------------- | --- |
| 428-442            | Veh Mihr Chapour                                    | Seigneur iranien, nommé par le roi sassanide Vahram V. |
| 442-451            | Vasak, prince de Siounie                            | Noble arménien, nommé par le roi sassanide Yazdgard II. Destitué en 451. |
| 451-465            | Adhour Hordmidz (forme arménienne : Adrormizd)      | Seigneur iranien, nommé par le roi sassanide Yazdgard II. |
| 465-481            | Adhour Gouchnasp (forme arménienne : Ardervechnasp) | Seigneur iranien, nommé par le roi sassanide Péroz Ier. |
| 481-482            | Sahak II Bagratouni                                 | Noble arménien, élu par les nobles insurgés. Tué à la bataille d'Akesga. |
| 482-482            | Chahpouhr Mihran                                    | (occupation militaire). |
| 482-483            | Vahan Ier Mamikonian                                | Chef du gouvernement provisoire. |
| 483-483            | Zarmihr Karen                                       | (occupation militaire). |
| 483-484            | Chahpouhr de Reyy                                   | Seigneur iranien, nommé par le roi sassanide Péroz Ier. Pour la même période, Cyrille Toumanoff propose un marzban du nom d'Andigan. |
| 484-505            | Vahan Ier Mamikonian (pour la seconde fois)         | Noble arménien, nommé par le roi sassanide Péroz Ier. |
| 505 ou 510         | Vard Mamikonian ou Vard le Patrice                  | Frère du précédent, reconnu marzban par le roi sassanide Kavadh Ier. |
|                    | Plusieurs marzbans perses                           | Selon Samuel d'Ani : « Après le patrice Vard, frère de Vahan, des marzpans perses gouvernèrent l'Arménie pendant onze ans ... Le gouvernement d'Arménie passa ensuite à Mjej de la famille Gnouni, qui l'exerça trente ans ». |
| 518-548            | Mejēj Ier Gnouni                                    | Mentionné par Cyrille Toumanoff et Gérard Dédéyan, non signalé par René Grousset. |
| 548-552 ou 552-554 | Gouchnasp Bahrām                                    | |
| 552-560 ou 554-560 | Tan-Châhpouhr                                       | |
| 560-564            | Varazdat                                            | |
| 564-572            | Souren                                              | |
| 572                | Vardan Mamikonian                                   | Gouvernement insurrectionnel. |
| 572                | Mihrān Mihrevandak                                  | Général envoyé par le roi sassanide Khosro Ier. |
| 572-573            | Vardan Mamikonian                                   | De nouveau (gouvernement insurrectionnel). À la place de ces trois périodes, Cyrille Toumanoff donne un unique Vardān-Goushnasp. Peut-être faut-il voir une confusion avec Vardan Mamikonian. |
| 573-574            | Glōn Mihrān                                         | |
| 573-577            | Vardan Mamikonian                                   | Sous protectorat byzantin. Pour la même période, Cyrille Toumanoff donne Philippe, prince de Siounie. |
| 577-580            | Tamkhosrau                                          | Seigneur iranien, nommé par le roi sassanide Khosro Ier. |
| 580-581            | Varaz Vzour                                         | Seigneur iranien, nommé par le roi sassanide Hormizd IV. |
| 581-582/588        | Pahlav                                              | Seigneur iranien, nommé par le roi sassanide Hormizd IV. |
| 582/588-588/589    | Frahât                                              | Seigneur iranien, nommé par le roi sassanide Hormizd IV. |
| 588/589-590        | Hrartin (Fravardin)                                 | Seigneur iranien, nommé par le roi sassanide Hormizd IV. |
| 590                |                                                     | Occupation byzantine. |
| 590-591            | Moušeł II Mamikonian                                | Gouverneur, installé par les Byzantins. |
| 592-605            | Vindātakān                                          | Ces cinq marzbans sont donnés par Cyrille Toumanoff. |
| 592-605            | Nakhvēfaghan                                        | Ces cinq marzbans sont donnés par Cyrille Toumanoff. |
| 592-605            | Merakbōūt                                           | Ces cinq marzbans sont donnés par Cyrille Toumanoff. |
| 592-605            | Yazdēn                                              | Ces cinq marzbans sont donnés par Cyrille Toumanoff. |
| 592-605            | Bōūtmah                                             | Ces cinq marzbans sont donnés par Cyrille Toumanoff. |
| 604-611 ou 616     | Smbat IV Bagratouni                                 | Il n'est pas mentionné comme marzban d'Arménie par Cyrille Toumanoff. Selon René Grousset, après ses victoires en Hyrcanie, Khosro II le fait marzban d'Arménie, avant 604. Grousset ajoute en note que « Sembat paraît avoir conservé ses fonctions jusqu'à sa mort en 616-617 », mais il indique par ailleurs trois marzbans, l'un de 611 à 613 (Chahrayanpet), un autre en 613 (Pârsâyênpet) et un troisième de 616 à 619 (Nâmdar-Gouschnasp). |
| 611-613            | Schahrayeanpet                                      | Marzpan à Dvin, dans l'est de l'Arménie, tandis que Shahen Vahmanzadhaghan est pahghospan dans l'ouest de l'Arménie, tous deux nommés par Khosro II. |
| 613-613            | Parschenazdat                                       | Seigneur iranien, nommé par Khosro II. |
| 616-619            | Nāmdār-Gouchnasp                                    | Seigneur iranien, nommé par Khosro II. |
| 619-624            | Shahraplakan (Sarablagas)                           | Seigneur iranien, nommé par Khosro II. |
| 624-627            | Rotchvēhān                                          | Seigneur iranien, nommé par Khosro II. |
| 627-628            |                                                     | Une grande partie de l'Arménie devient province byzantine. |
| 628-634            | Varaz-Tiroç II Bagratouni                           | Nakharar arménien, nommé marzban pour les provinces restées perses par le roi sassanide Kavadh II. Devant les démêlés de la Perse avec les Arabes, Varaz-Tiroç se rapproche des Byzantins. |
| 630-635            | Mejēj Gnouni                                        | Nakharar arménien, nommé gouverneur par Héraclius pour l'Arménie byzantine. |
| 635-638            | Davith Saharouni                                    | Il tue Mejēj Gnouni, se proclame général du corps d'occupation byzantin, est ensuite reconnu par Héraclius qui le fait curopalate et ichkhan d'Arménie. |
| 638-643            |                                                     | Pas d'autorité centralisée, plusieurs nakharark se partagent le pouvoir. |
| 643-645            | Théodoros Rechtouni                                 | |
| 645-646            | Varaz-Tiroç II Bagratouni                           | À la chute de l'Empire sassanide, il devient prince d'Arménie. |

### Princes d'Arménie et gouverneurs
En 642, l'Empire sassanide disparaît, conquis par les Arabes, ce qui met fin au marzpanat. Le gouvernement est assuré par des princes d'Arménie, issus de la noblesse arménienne.
Les Arméniens sont plutôt partisans de Byzance. Mais les divergences religieuses enveniment cette amitié et l'Arménie se place sous protectorat arabe. Après quelques révoltes, les califes arabes nomment un gouverneur, auquel est assujetti le prince d'Arménie. Les Byzantins ont aussi nommé à l'occasion des gouverneurs.
| Princes d'Arménie | Gouverneurs byzantins | Gouverneurs arabes |
| --- | --------------------- | --- |
| - 645-646 : Varaz-Tiroç II Bagratouni - 646-654 : Théodoros Rechtouni                                                     |                       | |
| - 654 : Moušeł IV Mamikonian - 654-655 : Théodoros Rechtouni, de nouveau                                                  | - 654-655 : Maurianos | |
| - 655-661 : Hamazasp IV Mamikonian                                                                                        |                       | - Habîb ibn-Maslama |
| - 661-685 : Grigor Ier Mamikonian, frère du précédent - 685-688 : Achot II Bagratouni - 688-691 : Nersēh Kamsarakan       |                       | |
| - 691-726 : Smbat VI Bagratouni - 726-732 : Artavazd Kamsarakan                                                           |                       | - 693-695 : Mohamed Ibn-Merwan - 695-700 : Abd Allh Ibn Hatim al-Bahili - 705-710 : Mohamed Ibn-Merwan - 710-721/4 : Abd al-Azîz ibn Hâtim al-Bâhilî - 721/4-??? : Hârith ibn-Amrou - ???-730 : Djarrah                       |
| - 732-745 : Achot III l'Aveugle                                                                                           |                       | - 730-744 : Merwan ibn-Mohammed |
| - 745-746 : Grigor II Mamikonian - 746-748 : Achot III l'Aveugle, pour la seconde fois                                    |                       | - 744-750 : Ichak ibn-Moslim |
| - 748-748 : Grigor II Mamakonian, pour la seconde fois - 748-753 : Moušeł VI Mamikonian, frère du précédent               |                       | - 750-754 : Al-Mansur, abbasside, futur calife |
| - 753-761 : Sahak III Bagratouni, cousin germain d'Ashot III - 761-772 : Smbat VII Bagratouni, fils d'Achot III l'Aveugle |                       | - 754-770 : Yazîd ibn-Ouseïd as-Soulamî - 770-771 : Bagar ibn-Moslim al-Oqqaïlî - 771-775 : Hasan ibn-Qahtaba |
| - 775-780 : vacant - 780-782/785 : Tatjat Antzévatsi                                                                      |                       | - 775-785: Yazîd ibn-Ouseïdas-Soulamî - 785-786 : Khozaïma ibn-Khâzim al Tamîmî |
| - 785-806 : vacant |                       | - 786-??? : Yousouf ibn-Rachid as-Soulamî - Soulaïman ibn-Yasïd - ???-792 : Yazid ibn-Mazyad ach-Chaïbânî - 792 : Abd al-Kabir al 'Addaoui - en 799 : Yazid ibn-Mazyad ach-Chaïbânî - 800-806 : Khozaïma ibn-Khâzim al Tamîmî |

En 806, le calife Hâroun ar-Rachîd, pour mettre fin au mécontentement arménien, supprime la charge de gouverneur d'Arménie et nomme Achot IV Bagratouni comme prince des princes d'Arménie. Celui-ci reste cependant dépendant de l'émir d'Azerbaïdjan.

### Princes des princes
| Dates   | Princes des princes        | Notes                                   |
| ------- | -------------------------- | --------------------------------------- |
| 806-826 | Achot IV Msaker Bagratouni | Fils de Smbat VII.                      |
| 830-851 | Bagrat II Bagratouni       | Fils d'Achot Msaker.                    |
| 861-884 | Achot V Medz Bagratouni    | Neveu du précédent, devient roi en 884. |

## Restauration de la monarchie
Les nakharark arméniens demandent au Calife al-Mutamid d’élever Achot à la dignité royale, lequel calife le fait vers 884. Mais les royaumes d'Arménie vont rapidement se multiplier :
- en 908, Yousouf, émir d'Azerbaïdjan, accorde la dignité royale à Gagik Arçrouni pour contrer le roi Smbat Ier Nahadak.
- en 962, Mouchel Bagratouni, frère d'Achot III, se proclame roi à Kars. Achot III reste roi à Ani.
- en 972, Achot III donne à son fils cadet Gourgen la province de Lorri et le titre princier. Dix ans plus tard, Gourgen prend le titre de roi.

| Rois d'Arménie (Bagratouni) | Rois d'Arménie (Bagratouni)                                                         | Rois d'Arménie (Bagratouni)                                                 | Rois de Vaspourakan (Arçrouni ou Ardzrouni)                                      |
| Rois d'Ani | Rois de Lorri (Tachir)                                                              | Rois de Kars                                                                | Rois de Vaspourakan (Arçrouni ou Ardzrouni)                                      |
| --- | ----------------------------------------------------------------------------------- | --------------------------------------------------------------------------- | -------------------------------------------------------------------------------- |
| 884-890 : Achot Ier Medz. |                                                                                     |                                                                             |                                                                                  |
| 890-912 : Smbat Ier Nahadak, fils du précédent.                                                                                  | 890-912 : Smbat Ier Nahadak, fils du précédent.                                     | 890-912 : Smbat Ier Nahadak, fils du précédent.                             | 908-944: Gagik Ier (ca 879 † 944).                                               |
| 913-928 :Achot II Erkath, fils du précédent. - 914-920 : Achot le Sparapet, anti-roi, fils de Chapouh, frère cadet de Smbat Ier. |                                                                                     |                                                                             | 908-944: Gagik Ier (ca 879 † 944).                                               |
| 928-951 : Abas, frère d'Achot II.                                                                                                |                                                                                     |                                                                             | 908-944: Gagik Ier (ca 879 † 944).                                               |
| 951-962 : Achot III Olomadz, fils aîné d'Abas.                                                                                   | 951-962 : Achot III Olomadz, fils aîné d'Abas.                                      | 951-962 : Achot III Olomadz, fils aîné d'Abas.                              | 944-959: Dérénik-Achot († 959), fils du précédent.                               |
| 962-977 : Achot III Olomadz, le même.                                                                                            | 962-977 : Achot III Olomadz, le même.                                               | 962-984 : Mouchel, fils cadet d'Abas et frère d'Achot III Olomadz.          | 959-969: Abousahl-Hamazasp († 969), frère du précédent.                          |
| 977-989 : Smbat II Tiezerakal, fils aîné d'Achot III.                                                                            | 982-989 : Gourgen Ier (ou Kiourikê Ier), roi d'Aghbanie, fils cadet d'Achot III.    | 984-1029 : Abas Ier, son fils.                                              | 969-991: Achot-Sahak († 991), fils du précédent.                                 |
| 989-1020 : Gagik Ier Chahinchah, fils puîné d'Achot III.                                                                         | 989-1048 : David Ier Anholin, roi de Lorri, son fils.                               | 984-1029 : Abas Ier, son fils.                                              | 991-1004: Gourgen-Khatchik († 1004), frère du précédent.                         |
| 989-1020 : Gagik Ier Chahinchah, fils puîné d'Achot III.                                                                         | 989-1048 : David Ier Anholin, roi de Lorri, son fils.                               | 984-1029 : Abas Ier, son fils.                                              | 1003-1021: Sénéqérim-Hovhannès († 1027), frère du précédent.                     |
| 1020-1041 : Hovhannès-Smbat III, fils aîné de Gagik Ier. - 1021-1039 : Achot IV Qatz, co-roi, frère de Hovhannès-Smbat III.      | 989-1048 : David Ier Anholin, roi de Lorri, son fils.                               | 1029-1064 : Gagik-Abas II († 1080), fils du précédent.                      | Sénéqérim-Hovhannès Arçrouni abdique en faveur de l'empereur byzantin Basile II. |
| 1042-1045 : Gagik II († 1079), fils d'Achot IV.                                                                                  | 989-1048 : David Ier Anholin, roi de Lorri, son fils.                               | 1029-1064 : Gagik-Abas II († 1080), fils du précédent.                      | Sénéqérim-Hovhannès Arçrouni abdique en faveur de l'empereur byzantin Basile II. |
| Gagik II abdique en faveur de l'empereur byzantin Constantin IX Monomaque.                                                       | 1048-1089 : Gourgen II (ou Kiourikê II), curopalate de Lorri, son fils.             | Gagik-Abas II abdique en faveur de l'empereur byzantin Constantin X Doukas. | Sénéqérim-Hovhannès Arçrouni abdique en faveur de l'empereur byzantin Basile II. |
| Gagik II abdique en faveur de l'empereur byzantin Constantin IX Monomaque.                                                       | 1089-1113 : David II et Abas Ier, curopalates de Lorri, ses fils.                   | Gagik-Abas II abdique en faveur de l'empereur byzantin Constantin X Doukas. | Sénéqérim-Hovhannès Arçrouni abdique en faveur de l'empereur byzantin Basile II. |
| Gagik II abdique en faveur de l'empereur byzantin Constantin IX Monomaque.                                                       | En 1113, ils abandonnent le Lorri, occupé par les Turcs, et se réfugient à Tavouch. | Gagik-Abas II abdique en faveur de l'empereur byzantin Constantin X Doukas. | Sénéqérim-Hovhannès Arçrouni abdique en faveur de l'empereur byzantin Basile II. |